# Manolo Blahnik
Manolo Blahnik, španski modni oblikovalec; * 28. november 1942, Santa Cruz de La Palma, Kanarski otoki, Španija.
Manolo Blahnik je ustvaril svojo znamko čevljev, ki se imenuje po njemu. Širši javnosti je znamka postala poznana med drugim zaradi pojavljanja v nanizanki Seks v mestu.

## Življenjepis
Manolo Blahnik se je češkemu očetu in španski materi rodil na Kanarskih otokih. Leta 1965 je diplomiral na ženevski univerzi; nato je v Parizu študiral umetnost. Leta 1968 se je preselil v London, kjer je delal v modnem butiku Zapata. Leta 1972 ga je Ossie Clark povabil, da oblikuje čevlje za njegovo modno revijo. Od prejšnjega lastnika je odkupil Zapato ter odprl svoj lasten butik.
Danes se njegove trgovine nahajajo v Londonu, New Yorku, Las Vegasu, Dublinu, Atenah, Madridu, Carigradu, Dubaju, Kuvajtu, Hongkongu, Seulu, Singapurju, Tokiu ...